# طقع (المهرة)

تعديل مصدري - تعديل

طقع هي إحدى قرى عزلة جاذب بمديرية حوف التابعة لمحافظة المهرة، بلغ تعداد سكانها 6 نسمة حسب تعداد اليمن لعام 2004.